# Damalis clavigera
Damalis clavigera är en tvåvingeart som beskrevs av Stanley Willard Bromley 1942. Damalis clavigera ingår i släktet Damalis och familjen rovflugor.
Artens utbredningsområde är Madagaskar. Inga underarter finns listade i Catalogue of Life.